# Нафтодобувна промисловість України
Нафтодобувна промисло́вість Украї́ни — галузь паливної промисловості, підприємства якої розвідують і видобувають нафту та попутний нафтовий газ, а також транспортують і зберігають нафту. Нафта й нафтовий газ — важлива сировина для хімічної промисловості і нафтохімічної промисловості. З неї виробляють продукцію понад 300 найменувань.

## Історія
В Україні нафту вперше почали видобувати на Прикарпатті на початку 17 століття. Як галузь промислового виробництва нафтодобувна промисловість почала розвиватися тут на базі Бориславського родовища в кінці 19 — на початку 20 століття. Після приєднання західних областей України до УРСР і особливо в післявоєнні роки було докорінно реконструйовано підприємства галузі на новій технічній базі. Значно розширено обсяг геологорозвідувальних робіт, внаслідок чого відкрито нові родовища на Прикарпатті (Долинське родовище нафти, Битків-Бабченське нафтогазове родовище, Ольхівське, Орівсько-Уличненське та ін.), а також у східних областях республіки (Качанівське нафтогазове родовище та Рибальське — в Сумські обл., Глинсько-Розбишівське нафтогазове родовище, Радченківське та ін. — в Полтавській обл., Гнідинцівське нафтогазове родовище. Прилуцьке, Леляківське родовище нафти, Монастирищенське — в Чернігівській обл.) та ін. Промислові й прогнозні геологічні запаси нафти в країні розподіляються за трьома нафтогазоносними регіонами — Дніпровсько-Донецькій нафтогазоносній області, Карпатській нафтогазоносній провінції й Причорноморсько-Кримській нафтогазоносній провінції.
Наукові та економічні проблеми нафтодобувної промисловості в Україні вирішує Нафтової промисловості науково-дослідний і проектний інститут.
У 2008 році Прем'єр Юлія Тимошенко ініціювала відкликання ліцензії й анулювання угоди на розробку шельфу поблизу Керченської протоки з американською компанією Vanco Prikerchenska Ltd укладеної в жовтні 2007 року. Наслідком був позов компанії до Стокгольмського арбітражу й повне припинення розробки шельфу у цій місцевості.
Також це вплинуло на майже повне припинення розробки українського Чорноморського шельфу.
У липні 2018 року Полтавська газонафтова компанія (ПГНК) успішно завершила відновлення низки ліквідованих та законсервованих свердловин власного фонду та фонду  державних компаній. За оперативними даними, відновлення свердловини МСК158 власного фонду ПГНК, а також свердловин Р3, Р22 та Е52 з фонду ПАТ «Укргазвидобування» та Р15 з фонду ПАТ «Укрнафта», стало результативним.
Окрім цього, продовжуються роботи на свердловинах № 11 Руденківського родовища та № 10 Новомиколаївського родовища. Загалом, програма з інтенсифікації виробництва, що розпочалась у 2017 році, показала позитивну динаміку виробництва газу та нафти: у другому кварталі 2018 року приріст склав відповідно 4,4 % та 9,1 % порівняно із першим кварталом 2018 року.
6 липня 2018 року в Одесі відбувся вихід у рейс єдиного в Україні науково-дослідного судна «Іскатель», яке здійснює роботи з пошуку нафти та газу на північно-західному шельфі Чорного моря. Сейсморозвідувальні й геохімічні роботи будуть здійснюватися протягом 15 днів у межах Кілійського-Зміїного уступу і Криловського прогину.
«Іскатель» — унікальне судно для виконання сейсморозвідувальних робіт як звичайної середньочастотної модифікації, так і високочастотної, а низький рівень шуму двигунів забезпечує високу якість сейсмічного матеріалу і його геологічну інформативність.
В планах підприємства «Причорномор'я» — проведення комплексних геофізичних і геохімічних досліджень з метою виявлення та підготовки до пошуково-розвідувального буріння перспективних об'єктів.
6 липня 2018 року АТ «Укргазвидобування» та Чернігівська обласна державна адміністрація та комунальне підприємство Чернігівської обласної ради «Надра Чернігівщини» підписали угоду щодо видобутку нафти та газу на території області.
28 липня 2018 року компанія Укрнафтобуріння завершила буріння свердловини № 26 на Сахалінському родовищі. При випробуванні горизонту С-5а було отримано комерційний приплив нафти та газу, добовий дебіт нафти склав 85 тонн, природного газу — 17 тис. м3. Підрядником виступило ТОВ "Бурова компанія «Регіон».